# Цан, Иоганнес (музыковед)
Иоганнес Кристоф Андреас Цан (нем. Johannes Zahn ; 1 августа 1817, Эшенбах близ Нюрнберга — 17 февраля 1895, Нойендеттельзау, Королевство Бавария) — немецкий протестантский богослов, музыковед
, гимнолог, педагог, писатель
 о музыке.

## Биография
Родился в семье учителя. До 1841 года изучал богословие в Эрлангене и Берлине . Затем посещал семинарские курсы проповедников в Мюнхене, служил частным воспитателем в семье у мюнхенского бизнесмена.
В 1847 году стал учителем и руководителем семинара учительской королевской школы в Альтдорф-бай-Нюрнберге, в 1854 году стал директором школы.
Литургист. Йоханнес Зан активно выступал за сохранение, восстановление и критический пересмотр церковных мелодий и гимнов, созданных во время и после периода Реформации. С 1889 года опубликовал сборник (антологию) из 8806 мелодий немецких протестантских церковных песнопений. Разработанная им система классификации до сих пор используется гимнологами во всём мире в форме Zahn ###, где число обозначает местоположение мелодии или гимна в антологии Зана.
Он также писал статьи для журналов (Siona, Blätter für Hymnologie и Euterpe). Сочинял гимны, известен тем, что написал оригинальную мелодию Dein König kommt in niedern Hüllen.

## Избранная библиография
- «Die Melodieen der deutschen evangelischeu Kirchenlieder» (1854—93);
- «Vierstimmiges Melodienbuch zum Gesangbuch der Evangelisch-Lutherischen Kirche in Bayern», Erlangen 1855 ;
- «Die musikalische Ausbildung der Kantoren und Organisten»;
- «Handbüchlein für angehende Cantoren und Organisten», Nürnberg 1871;
- «Theoretisch-praktische Harmoniumschule»;
- «Die Hausmusik und das Harmonium».